# Maeda Narinaga
Maeda Narinaga est un nom japonais traditionnel ; le nom de famille (ou le nom d'école), Maeda, précède donc le prénom (ou le nom d'artiste).
Maeda Narinaga (前田 斉広, 5 septembre 1782-4 août 1824) est un daimyo de la fin de l'époque d'Edo à la tête du domaine de Kaga. Il est le deuxième fils de Shigemichi (par une des concubines de Shigemichi), 9e daimyo de Kaga. Il est adopté par son oncle, Harunaga, 10e daimyo de Kaga, et lui succède lorsque ce dernier se retire en 1802.
Narinaga pris sa retraite en 1822, et transmet la direction du domaine à son fils Nariyasu. Il meurt deux ans plus tard, à 43 ans.

## Famille
- Père : Maeda Shigemichi (1741-1786)
- Père adopté : Maeda Harunaga (1745-1810)
- Fils :
  - Maeda Nariyasu (1811-1884)
  - Maeda Yoshiyasu (1830-1874)

## Source de la traduction
- (en) Cet article est partiellement ou en totalité issu de l’article de Wikipédia en anglais intitulé « Maeda Narinaga » (voir la liste des auteurs).